# Luis Miguel Rodríguez
Luis Miguel Rodríguez, född den 3 maj 1973 i Holguín, är en kubansk basebollspelare som tog silver för Kuba vid olympiska sommarspelen 2008 i Peking.
Rodríguez representerade Kuba i World Baseball Classic 2009. Han spelade en match och hade en earned run average (ERA) på 27,00 och inga strikeouts.